# 萨利韦尔切莱塞
萨利韦尔切莱塞（義大利語：Sali Vercellese），是意大利韦尔切利省的一个市镇。总面积8平方公里，人口120人，人口密度15.0人/平方公里（2009年）。ISTAT代码为002127。